# Bernhard I. (Werle)
Bernhard I., Herr zu Werle (* um 1245; † um 1286); war von 1277 bis 1281 Herr zu Werle und von 1281 bis 1286 Herr zu Prisannewitz.
Er war der Sohn von Nikolaus I. und Jutta von Anhalt. In einer Urkunde wurde sein Name erstmals 1273 erwähnt.
Nach dem Tod seines Vaters im Jahr 1277 regierte er zuerst zusammen mit seinen Brüdern Heinrich I. und Johann I. über Werle. Im Jahr 1281 entschloss man sich zur Teilung und Bernhard übernahm die Herrschaft über den Teil Prisannewitz. Am 9. März 1282 erschien sein Name letztmals in einer Urkunde. Als verstorben wurde er erst am 3. März 1288 von seinem Neffen Nikolaus II. bezeichnet. Wahrscheinliches Todesjahr ist 1286. Er wurde in Doberaner Münster beerdigt. Ehefrauen und Kinder waren von ihm nicht urkundlich belegt.

## Weblink
- Stammtafel des Hauses Mecklenburg

| Personendaten    | Personendaten              |
| ---------------- | -------------------------- |
| NAME             | Bernhard I.                |
| ALTERNATIVNAMEN  | Bernhard I., Herr zu Werle |
| KURZBESCHREIBUNG | Herr zu Werle              |
| GEBURTSDATUM     | um 1245                    |
| STERBEDATUM      | um 1286                    |